# Georgia Engel
Georgia Bright Engel (28 de julho de 1948 - 12 de abril de 2019) foi uma atriz americana. Ela é mais conhecida por ter interpretado Georgette Franklin Baxter na sitcom The Mary Tyler Moore Show de 1972 a 1977 e Pat MacDougall em Everybody Loves Raymond de 2003 a 2005. Durante sua carreira, Engel recebeu cinco indicações ao Primetime Emmy Award.

## Primeiros anos de vida
Engel nasceu em Washington, DC, filha de Ruth Caroline (nascida Hendron) e Benjamin Franklin Engel, que era almirante da Guarda Costeira. Engel frequentou o distrito escolar de Kodiak Island Borough, a Escola de ensino médio Walter Johnson e a Academia de ballet de Washington, onde se formou. Ela se formou em teatro pela Universidade do Havaí em Manoa .

## Carreira

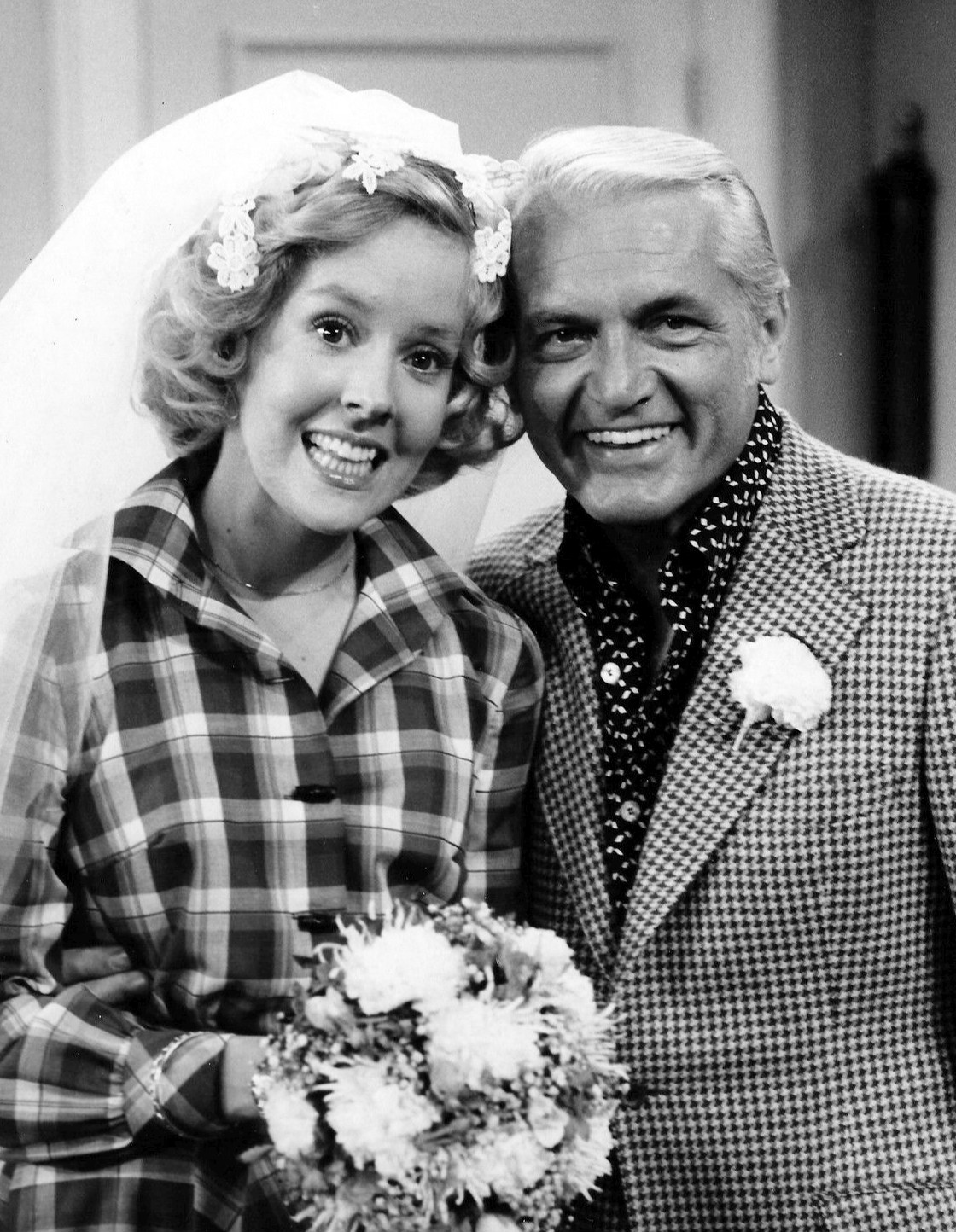
O casamento de Georgette e Ted em 1975

Após a faculdade, Engel apareceu em produções musicais com a American Light Opera Company de Washington. Ela se mudou para Nova York no ano de 1969, aparecendo na produção Off-Broadway Lend an Ear, e por um ano como Minnie Fay na produção da Broadway Hello, Dolly!, começando em dezembro de 1969. Uma produção Off-Broadway de 1971 The House of Blue Leaves acabou sendo exibida em Los Angeles, onde Engel foi vista por Mary Tyler Moore e seu marido, o produtor Grant Tinker, seus futuros empregadores.
Engel apareceu como Georgette Franklin Baxter no The Mary Tyler Moore Show de 1972 até o fim da sitcom em 1977. O papel lhe rendeu duas indicações ao Emmy. Depois da sitcom, ela se juntou novamente à co-estrela de Mary Tyler Moore Show, Betty White para o The Betty White Show durante sua única temporada (1977-78). Mais tarde, ela co-estrelou em dois seriados de curta duração dos anos 1980, Goodtime Girls como Loretta Smoot, e em Jennifer Slept Here com Ann Jillian .
Engel teve um papel recorrente em Coach como Shirley Burleigh e estrelou como a voz de Love-a-Lot Bear em The Care Bears Movie (1985). Ela interpretou Esmeralda, uma bruxa do bem, papel recorrente em 2007 na agora extinta novela da NBC, Passions . Engel recebeu indicações consecutivas ao Emmy como atriz convidada de destaque em uma série de comédia em 2003, 2004 e 2005 por seu papel em Everybody Loves Raymond como a sogra de Robert Barone, Pat MacDougall . Ela também interpretou Cassie Wilson em dois episódios de Neighbours .
Engel fez sua estréia no cinema no primeiro filme em inglês de Miloš Forman, Taking Off (1971), pelo qual foi indicada ao British Academy Award de melhor atriz coadjuvante. Suas outras participações em filmes incluíram The Outside Man (1973), Signs of Life (1989), Papa Was a Preacher (1987), The Sweetest Thing (2002)  e o feito para Filmes para a TV The Day the Women Got Even (1980)  e A Love Affair: The Eleanor and Lou Gehrig Story (1978).
Ela emprestou sua voz diferenciada às animações Open Season (2006), Open Season 2 (2008), Open Season 3 (2010)  e Dr. Dolittle 2 (2001).
Engel voltou às suas raízes no palco em 2006, aparecendo na Broadway no musical The Drowsy Chaperone, com Sutton Foster e Edward Hibbert . Ela criou o papel de Sra. Tottendale, que ela continuou a se apresentar, deixando a produção da Broadway em 1º de abril de 2007. Ela participou da turnê norte-americana, se apresentando em Toronto em setembro de 2007, no Orpheum Theatre em San Francisco, em agosto de 2008, e no Denver Performing Arts Complex em outubro de 2008.
Nos verões de 2004, 2005, 2007, 2009 e 2010, Engel apareceu em várias produções no The Muny Theatre em Forest Park em St. Louis, Missouri . Ela também apareceu em Show Boat  (2010) interpretando Parthy. Em julho de 2005, ela apareceu em Mame como Agnes Gooch, em junho de 2007, ela apareceu em Oklahoma! como tia Eller, e em julho de 2009, ela apareceu como a Sra. Paroo em The Music Man .
Em junho de 2010, Engel apareceu no Ogunquit Playhouse em Ogunquit, Maine, na produção de The Drowsy Chaperone como Mrs. Tottendale. De outubro a dezembro de 2010, Engel participou da produção off-Broadway de Middletown do Vineyard Theatre, escrita por Will Eno .
Em 2012, ela apareceu em episódios de The Office como Irene, uma senhora mais velha sendo ajudada por Erin Hannon ( Ellie Kemper ). Ela também apareceu em dois episódios de Two and a Half Men como a mãe de Lyndsey McElroy, namorada de Alan. A personagem também se tornaria uma amante lésbica da mãe de Alan, Evelyn. Em março de 2012, 35 anos após o encerramento de The Mary Tyler Moore Show, Engel se reuniu com Betty White na terceira temporada de Hot in Cleveland como Mamie Sue Johnson, a melhor amiga da personagem de White, Elka, em um papel recorrente.
Engel apareceu na nova peça de Annie Baker John, que estreou fora da Broadway no Signature Theatre em 22 de julho de 2015 (prévias), dirigida por Sam Gold . A peça foi até 6 de setembro de 2015. O elenco também contou com Lois Smith . Engel ganhou o Prêmio Obie 2016 por Desempenho Distinto de uma Atriz e foi indicada para o Prêmio Lucille Lortel 2016, Melhor Atriz Principal em uma Peça por seu papel nesta peça.
Engel estrelou o musical Gotta Dance, que estreou no Bank of America Theatre, em Chicago, em 13 de dezembro de 2015, e durou até 17 de janeiro de 2016. O elenco também contou com Stefanie Powers, Lillias White e André De Shields . O musical foi dirigido e coreografado por Jerry Mitchell, com livro de Chad Beguelin e Bob Martin, e trilha sonora de Matthew Sklar e Nell Benjamin . O musical, sob o novo título de Half Time, teve um compromisso limitado no Paper Mill Playhouse em Millburn, New Jersey. A produção foi inaugurada em 31 de maio de 2018, e estava programada para ser executada em 1º de julho de 2018.

## Vida pessoal e morte
Engel era um adepto da Ciência Cristã . Ela morreu em 12 de abril de 2019, aos 70 anos em Princeton, Nova Jersey . Seu amigo John Quilty disse ao The New York Times que a causa era desconhecida, já que Engel não consultou médicos devido às suas crenças religiosas. Ela foi enterrada no cemitério de Cape Charles, em Cape Charles, Virgínia .

## Filmografia

### Filmes
| Ano  | Filme                                               | Função               | Notas                                              |
| ---- | --------------------------------------------------- | -------------------- | -------------------------------------------------- |
| 1971 | Taking Off                                          | Margot               | Nomeada - Prêmio BAFTA de Melhor Atriz Coadjuvante |
| 1972 | The Outside Man                                     | Sra. Joan Barnes     |                                                    |
| 1978 | Um caso de amor: a história de Eleanor e Lou Gehrig | Claire Ruth          | Filme de tv                                        |
| 1980 | The Day the Women Got Even                          | Kathy Scott          | Filme de tv                                        |
| 1983 | The Magic of Herself the Elf                        | Willow Song          | Voz (Especial de televisão)                        |
| 1985 | Papa Was a Preacher                                 | 'Mama' Porter        |                                                    |
| 1985 | The Care Bears Movie                                | Urso amoroso         | Voz                                                |
| 1989 | Signs of Life                                       | Betty                |                                                    |
| 2001 | The Sweetest Thing                                  | Girafa               | Voz                                                |
| 2002 | A coisa mais doce                                   | Vera                 |                                                    |
| 2006 | Open Season                                         | Bobbie               | Voz                                                |
| 2006 | Boog and Elliot's Midnight Bun Run                  | Bobbie               | Voz (curta metragem)                               |
| 2007 | Nunsensations                                       | Ir. Marie Eugene     | Vídeo                                              |
| 2007 | The Beast                                           | Doris                | Filme de tv                                        |
| 2008 | Open Season 2                                       | Bobbie               | Voz                                                |
| 2010 | Open Season 3                                       | Bobbie               | Voz                                                |
| 2013 | Gente grande 2                                      | Sra. Jayne Lamonsoff |                                                    |
| 2016 | The Family Lamp                                     | Marsha               | Filme de tv                                        |
| 2017 | Groomzilla                                          | Vovó Gigi            | Filme de tv                                        |

### Televisão
| Ano       | Título                    | Função                    | Notas |
| --------- | ------------------------- | ------------------------- | --- |
| 1972–77   | The Mary Tyler Moore Show | Georgette Franklin Baxter | 56 episódios Nomeado - Primetime Emmy Award de Melhor Atriz Coadjuvante em Série de Comédia (1976–77)                                                            |
| 1974      | Rhoda                     | Georgette Franklin        | Episódio: Casamento de Rhoda (Parte 1 e 2) |
| 1975      | Dinah!                    | Ela própria               | 1 episódio |
| 1975      | The Mike Douglas Show     | Ela própria               | 3 episódios |
| 1975-1976 | Tony Orlando and Dawn     | Ela própria               | 3 episódios |
| 1977      | The Jacksons              | Ela própria               | 1 episódio |
| 1977–78   | The Betty White Show      | Mitzi Maloney             | 14 episódios |
| 1977–82   | The Love Boat             | Cleo Bagby                | 4 episódios |
| 1978–83   | Fantasy Island            | Brenda Rappaport          | 5 episódios |
| 1979      | Mork & Mindy              | Ambrosia Malspar          | 2 episódios |
| 1980      | The Associates            | Wendy Turner              | Episódio: "Um encontro com Johnny" |
| 1980      | Goodtime Girls            | Loretta Smoot             | 13 episódios |
| 1983–84   | Jennifer Slept Here       | Susan Elliot              | 13 episódios |
| 1991–97   | Coach                     | Shirley Burleigh          | 17 episódios |
| 1992      | Hi Honey, I'm Home!       | Georgette Franklin Baxter | Episódio: Elaine Takes a Wife |
| 1998      | Hercules                  | Evelyn                    | 2 episódios |
| 2003-05   | Everybody Loves Raymond   | Pat MacDougall            | 13 episódios Prêmio Prism de Melhor Desempenho em Série de Comédia (2006) Nomeado - Primetime Emmy Award de Melhor Atriz Convidada em Série de Comédia (2003–05) |
| 2006      | The View                  | Ela própria               | 1 episódio |
| 2007      | Passions                  | Esmeralda                 | 4 episódios |
| 2008      | The Oprah Winfrey Show    | Ela própria               | 1 episódio |
| 2008      | Entertainment Tonight     | Ela própria               | 1 episódio |
| 2011      | Neighbours                | Cassie Wilson             | 2 episódios |
| 2012      | The Office                | Irene                     | 3 episódios |
| 2012      | Two and a Half Men        | Jean                      | 2 episódios |
| 2012–15   | Hot in Cleveland          | Mamie Sue Johnson         | 18 episódios |
| 2018      | One Day at a Time         | Irmã bárbara              | Episódio: "Homecoming" |